# Poysdorfer Straße
Die Poysdorfer Straße B219 ist eine Landesstraße B und ehemalige Bundesstraße im Bezirk Mistelbach in Niederösterreich. Sie führt auf einer Länge von etwa 11 km von  Staatz nach Poysdorf und verbindet die Staatzer Straße (B46) mit der Brünner Straße (B7). Zusammen mit der B46 stellt sie eine wichtige Verbindung zwischen den Städten Poysdorf und Laa an der Thaya her.
Eine touristische Attraktion entlang der Strecke ist die Burgruine Staatz.
Die Straße löste ihrem heutigen Streckenabschnitt im Laufe der 1970er Jahre die niederösterreichische Landesstraße L20 (B45 bei Mailberg-Staatz, Poysdorf-Hohenau) ab und unterbricht damit die Kilometrierung der L20 zwischen Staatz und Poysdorf.

## Geschichte
Die Poysdorfer Straße gehörte ab dem 1. Jänner 1972 zum Netz der Bundesstraßen in Österreich. 2002 erfolgte die Übertragung in die Landesverwaltung.

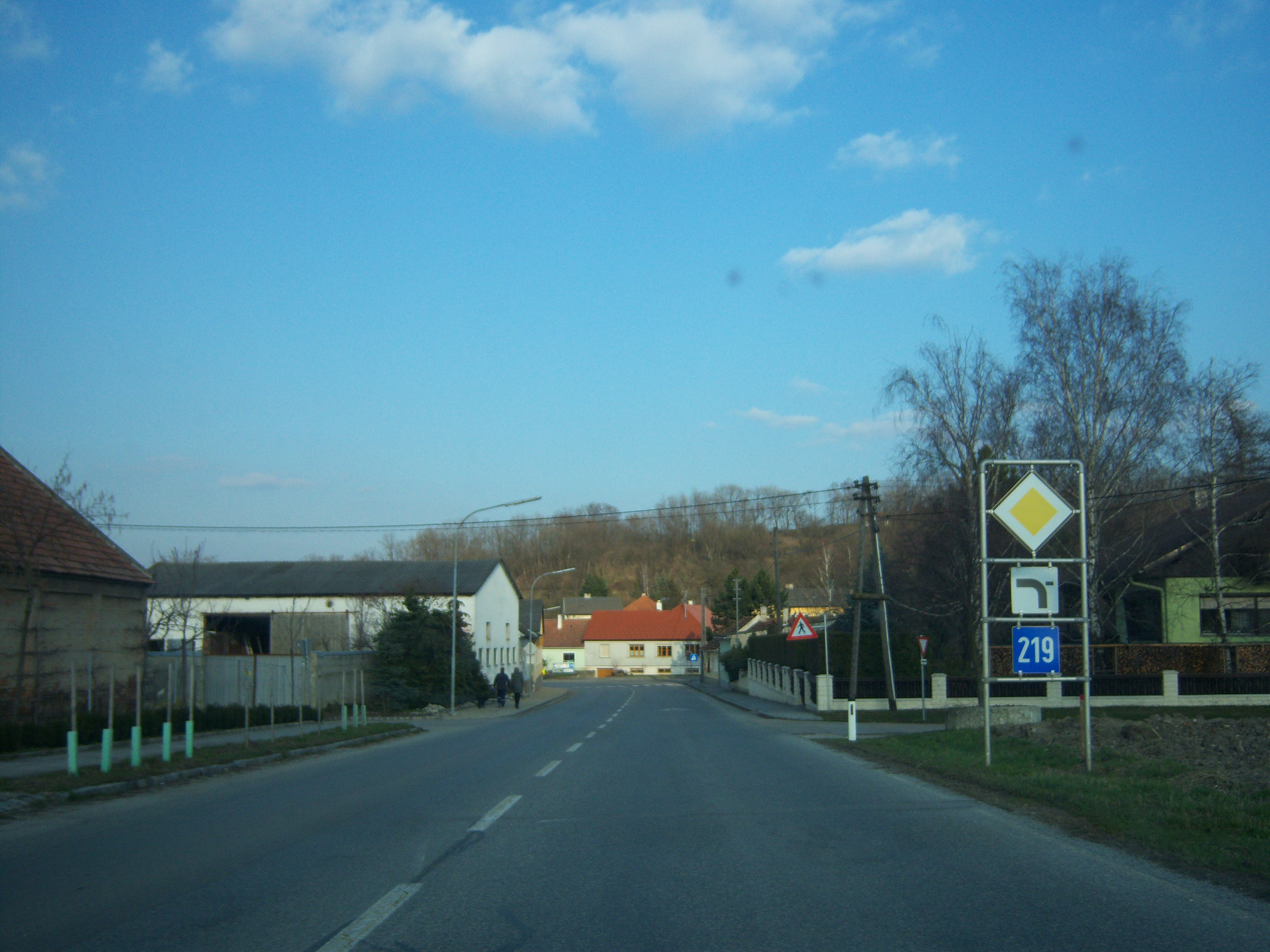
B219 in Enzersdorf bei Staatz
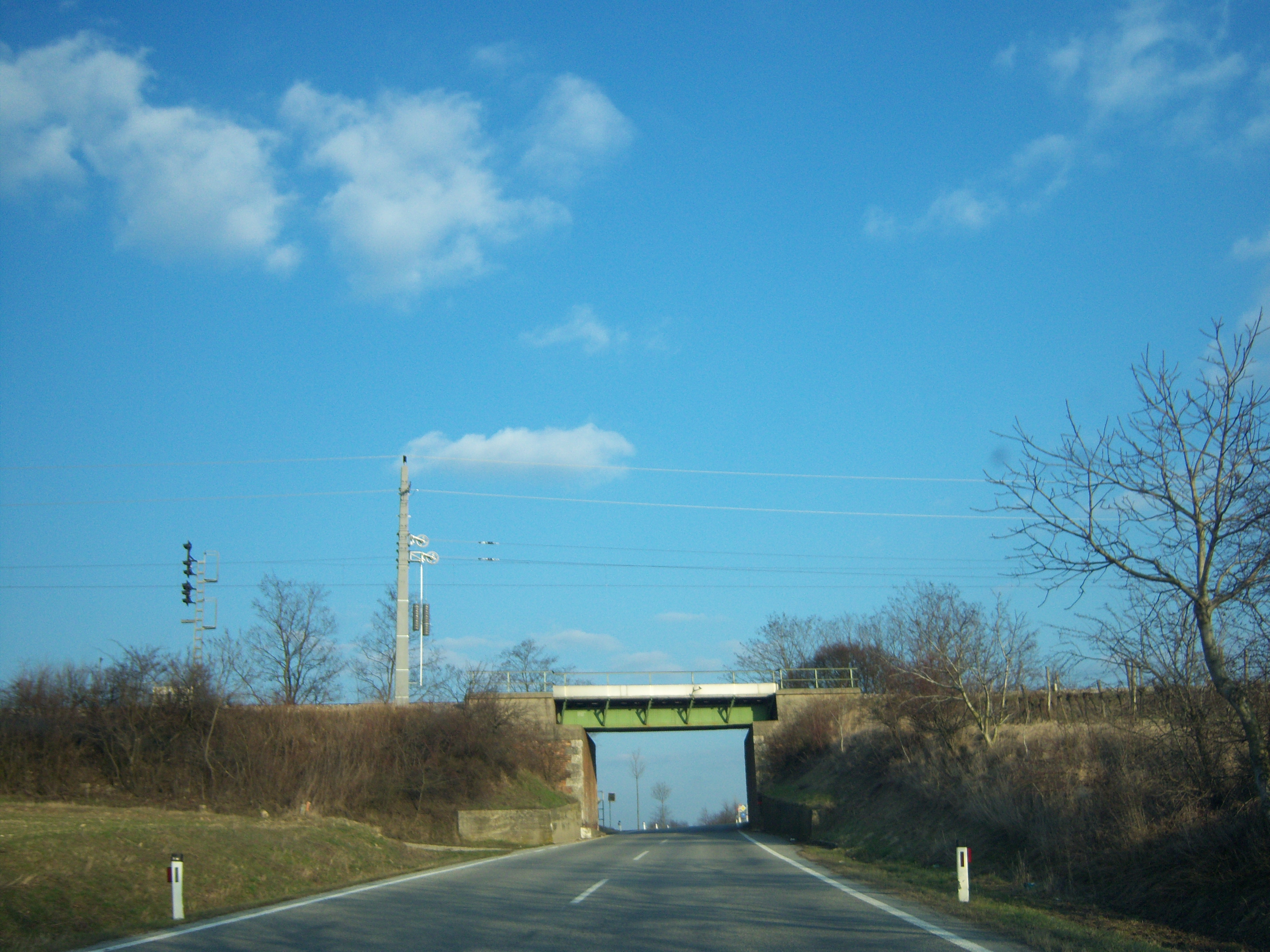
B219 vor der alten Brücke der Laaer Ostbahn (bis 2022)